# Christoph Sieber (Kabarettist)
Christoph Sieber (* 19. Januar 1970 in Balingen) ist ein deutscher Moderator und Kabarettist. Er moderiert seit 2021 die Mitternachtsspitzen im WDR. Christoph Sieber lebt derzeit in Köln.

## Werdegang
Sieber verbrachte ab dem zweiten Lebensjahr seine Kindheit und Jugend in Niedereschach, wo sein Vater 40 Jahre lang Bürgermeister war. Nach dem Abitur an einem Gymnasium in Villingen studierte er Pantomime an der Folkwang-Hochschule in Essen und arbeitete an diversen deutschen Theatern sowie mit Milan Sládek in Paris. 1995 machte er seine künstlerische Abschlussprüfung mit seinem ersten Kabarettprogramm Abgeschminkt.
1996 wurde er bei einem Kleinkunstbrettl des Mainzer Unterhauses bekannt.
Von 2010 bis 2013 war er Gastgeber der monatlichen Satiresendung Spätschicht – Die Comedy Bühne im SWR-Fernsehen.
Sieber ist bzw. war regelmäßiger Gast in der Anstalt, Heute-show, Pufpaffs Happy Hour, TV total, Stratmanns, Volker Pispers und Gäste (3sat) und vielen weiteren Fernsehsendungen.
Auch bei der Sendung Ottis Schlachthof und Nuhr im Ersten war er regelmäßig Gast. Ab September 2015 moderierte er zusammen mit Tobias Mann die Kabarett-Late-Night-Sendung Mann, Sieber! im ZDF. Im Juli 2020 wurde bekanntgegeben, dass die Sendung im Dezember 2020 nach der 41. Folge eingestellt wird.
Im Januar 2021 übernahm Sieber die Moderation der WDR-Kabarettsendung Mitternachtsspitzen.

## Programme
- 1995: Abgeschminkt (für das er 2010 den Baden-Württembergischen Kleinkunstpreis bekam)
- 1997: Jeder ist ein Deutscher – Fast überall
- 1998: Sie haben mich verdient
- 2005: Das gönn ich Euch
- 2011: Alles ist nie genug
- 2015: Hoffnungslos optimistisch
- 2019: Mensch bleiben
- 2021: Ich will mich nicht gewöhnen! (3sat-Festival)[7]

## Auszeichnungen
- 2001: Heilbronner Lorbeeren
- 2001: Fohlen von Niedersachsen
- 2003: Scharfe Barte, Publikums- und Jurypreis
- 2004: St. Ingberter Pfanne, Publikums- und Jurypreis
- 2004: Deutscher Fachmedienpreis
- 2005: Goldenes Künstler-Magazin: Künstler des Jahres in der Sparte Kabarett/Comedy
- 2006: Goldener Rostocker Koggenzieher
- 2006: Obernburger Mühlstein, Publikumspreis
- 2007: Centro Comedy Star
- 2008: Thüringer Kleinkunstpreis
- 2009: Nordrhein-Westfälischer Kleinkunstpreis „Bocholter Pepperoni“
- 2010: Baden-Württembergischer Kleinkunstpreis
- 2010: Das große Kleinkunstfestival, Jury-Preis
- 2010: Leipziger Löwenzahn
- 2012: Bayerischer Kabarettpreis, Senkrechtstarter-Preis
- 2012: Mindener Stichling
- 2013: Memminger Maul
- 2014: Zeck-Kabarettpreis – Newcomerpreis Fresh Zeck
- 2015: Deutscher Kleinkunstpreis in der Sparte Kabarett
- 2017: Schweizer Kabarettpreis „Cornichon“
- 2021: Hessischer Kabarettpreis, Ehrenpreis